# All-Star Gala
Het All-Star Gala is een jaarlijks terugkerend basketbalevenement in Nederland. Het evenement bestaat uit een All-Star Game, een wedstrijd tussen de beste spelers uit de Dutch Basketball League. Daarbuiten zijn jaarlijks terugkerende evenementen een All-Star Game voor spelers onder de 23 jaar, een Dunk contest en een Threepointcontest. 
Volgers van de DBL kunnen ieder jaar online stemmen om te bepalen welke spelers in de basis staan, de bankspelers worden door de coaches van beide teams aangewezen. Van 2004 tot 2013 werd voor de All-Star Game de spelers verdeeld in twee teams: 'Noord' en 'Zuid', gebaseerd op de locatie van hun club. In 2014 werd er gekozen voor een opzet waarin de beste Nederlanders het opnamen tegen de beste buitenlanders.

## Evenementen
| Jaar | Datum        | Plaats                                      | All-Star Game                                               | MVP                                      | Dunkwedstrijd                               | Driepunterscontest                       |
| ---- | ------------ | ------------------------------------------- | ----------------------------------------------------------- | ---------------------------------------- | ------------------------------------------- | ---------------------------------------- |
| 2017 | 19 februari  | Vijf Meihal, Leiden                         | Nederlands basketbalteam – DBL All-Stars 109 - 100          | Olaf Schaftenaar (Landstede Basketbal)   | Daviyon Draper (ZZ Leiden)                  | Jessey Voorn (ZZ Leiden)                 |
| 2016 | 29 februari  | Vijf Meihal, Leiden                         | Nederlands basketbalteam – DBL All-Stars 100 - 98           | Worthy de Jong (ZZ Leiden)               | Jeroen van der List (ZZ Leiden)             | Rogier Jansen (ZZ Leiden)                |
| 2015 | 22 februari  | Maaspoort Sports & Events, 's-Hertogenbosch | Nederlands basketbalteam - DBL All-Stars 127 - 125          | Jeroen van der List (ZZ Leiden)          | Orlando Gomes 0                             | Maurice Creek (ZZ Leiden)                |
| 2014 | 23 februari  | Kingsdome, Den Helder                       | Beste Nederlanders - Beste Buitenlanders 123 - 122          | Jeroen van der List Den Helder Kings     | Jeroen van der List Den Helder Kings        | Arvin Slagter GasTerra Flames            |
| 2013 | 24 februari  | Kingsdome, Den Helder                       | Noord - Zuid 118 - 129                                      | Stefan Wessels EiffelTowers Den Bosch    | DeJuan Wright EiffelTowers Den Bosch        | Andre Young EiffelTowers Den Bosch       |
| 2012 | 26 februari  | Landstede Sportcentrum, Zwolle              | Noord - Zuid 107 - 113                                      | Frank Turner EiffelTowers Den Bosch      | Jeroen van der List EiffelTowers Den Bosch  | Terry Sas Zorg en Zekerheid Leiden       |
| 2011 | 13 maart     | Landstede Sportcentrum, Zwolle              | Noord - Zuid 84 - 105                                       | Markel Humphrey Magixx KidsRights        | Ross Bekkering, Zorg en Zekerheid Leiden    | Ramon Siljade ABC Amsterdam              |
| 2010 | 11 april     | Apollohal, Amsterdam                        | Noord - Zuid 103-105                                        | Kees Akerboom jr. EiffelTowers Den Bosch | Jeroen van der List, EiffelTowers Den Bosch | Rod Earls BSW Weert                      |
| 2009 | 5 april      | Sporthallen Zuid, Amsterdam                 | Noord - Zuid 89-88                                          | Matt Bauscher De Friesland Aris          | Anthony Richardson EiffelTowers Den Bosch   | Kees Akerboom jr. EiffelTowers Den Bosch |
| 2008 | 13 april     | Sporthallen Zuid, Amsterdam                 | Noord - Zuid 113-107                                        | Tamien Trent MyGuide Amsterdam           | Darnell Wilson                              | Kees Akerboom jr. EiffelTowers Den Bosch |
| 2007 | 25 februari  | Rotterdam                                   | Noord - Zuid 98-100                                         | Alhaji Mohammed Matrixx Magixx           | —                                           | Darnell Hinson                           |
| 2006 | 26 februari  | Rotterdam                                   | Noord - Zuid 105-102                                        | Teddy Gipson MyGuide Amsterdam           | John Waller                                 | Gert Kullamae                            |
| 2005 | 20 februari  | Rotterdam                                   | Noord - Zuid 123-108                                        | John Thomas                              | John Thomas                                 | Brandon Woudstra                         |
| 2004 | 21 februari  | Martiniplaza, Groningen                     | Noord - Zuid 133-107                                        | Travis Reed MPC Capitals                 | –                                           | Ryan Robertson                           |
| 2003 | 19 april     | Meppel                                      | Geen officieel gala.                                        | Geen officieel gala.                     | Geen officieel gala.                        | Geen officieel gala.                     |
| 2002 | 2 maart      | Het Vledder, Meppel                         | Geen officieel gala.                                        | Geen officieel gala.                     | Geen officieel gala.                        | Geen officieel gala.                     |
| 2001 | 3 maart      | Eindhoven                                   | West - Oost 117-108                                         | Omar Sneed                               | Calvert White                               | Nathan Smith                             |
| 2000 | 19 februari  | Eindhoven                                   | —                                                           | Chris McGuthrie                          | Calvert White                               | Matt Hunt                                |
| 1999 | 20 februari  | Eindhoven                                   | All Stars - Nederlands basketbalteam 70-59                  | Dan Shanks                               | Chris Mims                                  | Dan Shanks                               |
| 1998 | 21 februari  | Ahoy, Rotterdam                             | Nederlands basketbalteam - Amerikanen uit Eredivisie 79-86  | Chris McGuthrie                          | Chris Mims, Hans Verkerk Den Helder         | Mike Vreeswijk                           |
| 1997 | 1 maart      | Amsterdam                                   | West – Oost 143–108                                         | Marcel Huybens Libertel EBBC Den Bosch   | Claudius Johnson                            | Harvey van Stein                         |
| 1996 | 2 maart      | Urk                                         | ?                                                           | Fred Ferguson                            | Ronald van Velzen                           | Okke te Velde                            |
| 1995 | 4 maart      | Evenementenhal, Groningen                   | All Stars - Amerikanen uit Eredivisie 112-141               | –                                        | Lynwood Wade                                | Okke te Velde                            |
| 1994 | 5 maart      | Eindhoven                                   | Noord – Zuid 96–84                                          | Kevin McDuffie                           | Levy Wyatt                                  | Marco de Waard                           |
| 1993 | 20 maart     | Maaspoort Sports & Events, 's-Hertogenbosch | Noord–Zuid 129–144                                          | –                                        | Lenzie Howell                               | Marco de Waard                           |
| 1992 | 4 april      | Apollohal, Amsterdam                        | Noord – Zuid 116–100                                        | –                                        | Marcus Campbell                             | Modzel Greer                             |
| 1991 | 6 april      | Evenementenhal, Groningen                   | Noord - Zuid 167-174                                        | –                                        | Maurice Smith                               | David Moss                               |
| 1990 | 3 maart      | Amsterdam                                   | Oost - West 92-94                                           | Rob Jones                                | Mark Mitchell                               | Marco de Waard                           |
| 1989 | 29 maart     | Apollohal, Amsterdam                        | Noord - Zuid 113-124                                        | Terry Coner                              | Mark Mitchell                               | Handy Johnson                            |
| 1988 | 24 april     | Den Helder                                  | Oost - West 133-139                                         | –                                        | Rod Kittles                                 | Okke te Velde                            |
| 1987 | 8 maart      | Evenementenhal, Groningen                   | Noord - Zuid 112-110                                        | –                                        | Mike Reddick                                | John Emanuels                            |
| 1986 | Geen gala    | Geen gala                                   | Geen gala                                                   | Geen gala                                | Geen gala                                   | Geen gala                                |
| 1985 | 7 september  | Werkendam                                   | Nederlands basketbalteam - USA All-Stars                    | –                                        | Martin Esajas                               | –                                        |
| 1984 | 15 september | Sporthallen Zuid, Amsterdam                 | Nederlands basketbalteam - Amerikaanse selectie 92-103      | –                                        | Martin Esajas                               | –                                        |
| 1983 | Geen gala    | Geen gala                                   | Geen gala                                                   | Geen gala                                | Geen gala                                   | Geen gala                                |
| 1982 | 21 maart     | Evenementenhal, Groningen                   | Oost - West 104-107                                         | ?                                        | Wilson Washington BV Amstelveen             | ?                                        |
| 1981 | 20 april     | Apollohal, Amsterdam                        | Nederlands basketbalteam - Le Coq Sportif All Stars 93-89   | ?                                        | Dave Downey                                 | ?                                        |
| 1980 | Geen gala    | Geen gala                                   | Geen gala                                                   | Geen gala                                | Geen gala                                   | Geen gala                                |
| 1979 | 25 maart     | Evenementenhal, Groningen                   | Noord - Zuid 114-107                                        | ?                                        | Phil Filer                                  | ?                                        |
| 1978 | 24 april     | Apollohal, Amsterdam                        | Noord - Zuid 158-165                                        | ?                                        | ?                                           | ?                                        |
| 1977 | Geen gala    | Geen gala                                   | Geen gala                                                   | Geen gala                                | Geen gala                                   | Geen gala                                |
| 1976 | 17 april     | Apollohal, Amsterdam                        | Nederlands basketbalteam - West-Duitsland 97-67             | Hank Smith                               | ?                                           | ?                                        |
| 1975 | 20 april     | Apollohal, Amsterdam                        | Nederlands basketbalteam - Amerikanen uit Eredivisie ?      | ?                                        | ?                                           | ?                                        |
| 1974 | 11 mei       | Ahoy, Rotterdam                             | Nederlands basketbalteam - 'Eurokanen' uit Eredivisie 79-91 | ?                                        | ?                                           | ?                                        |

## All*Star Game Onder 24
| Jaar | Datum       | Complex                   | Stad       | Team  | Score     | Team | MVP                   |
| ---- | ----------- | ------------------------- | ---------- | ----- | --------- | ---- | --------------------- |
| 2015 | 22 februari | Maaspoort                 | Den Bosch  | Noord | 103-108   | Zuid | Vaidas Tamasauskas    |
| 2014 | 23 februari | Kingsdome                 | Den Helder | Noord | 122 - 112 | Zuid | Quincy Treffers       |
| 2013 | 24 februari | Kingsdome                 | Den Helder | Noord | 73 - 63   | Zuid | Craig Osaikhwuwuomwan |
| 2012 | 26 februari | Landstede Sportcentrum    | Zwolle     | Noord | 97 - 100  | Zuid | Kiran Celaire         |
| 2011 | 13 maart    | Landstede Sportcentrum    | Zwolle     | Noord | 72 - 85   | Zuid | Jeroen van der List   |
| 2010 | 11 april    | Apollohal                 | Amsterdam  | Noord | 84 - 82   | Zuid | Joost Padberg         |
| 2009 | 5 april     | Sporthallen Zuid          | Amsterdam  | Noord | 84 - 78   | Zuid | Jeroen van Vugt       |
| 2008 | 13 april    | Sporthallen Zuid          | Amsterdam  | Noord | 62 - 70   | Zuid | Jeroen Slor           |
| 2007 | 25 februari | Topsportcentrum Rotterdam | Rotterdam  | Noord | 71 - 69   | Zuid | Sjors Besseling       |

## Dunk Contests
| Jaar | Stad       | Winnaar                 | Runner-up                      | Score |
| ---- | ---------- | ----------------------- | ------------------------------ | ----- |
| 2015 | Den Bosch  | Orlando Gomes1          | Chris Denson                   |       |
| 2014 | Den Helder | Jeroen van der List (3) | Ross Bekkering / Kelvin Martin |       |
| 2013 | Den Helder | DeJuan Wright           | Vincent van Sliedregt          | 40-39 |
| 2012 | Zwolle     | Jeroen van der List (2) | Amu Saaka                      | 30-29 |
| 2011 | Zwolle     | Ross Bekkering          | Markel Humphrey                | 58-52 |
| 2010 | Amsterdam  | Jeroen van der List     | Jayme Miller                   | 60-29 |
| 2009 | Amsterdam  | Anthony Richardson      | Jayme Miller                   | 50-29 |

1 Gomes is geen DBL-speler.

## Three-point contest
| Jaar  | Stad       | Winnaar           | Runner-up            | Score |
| ----- | ---------- | ----------------- | -------------------- | ----- |
| 2015  | Den Bosch  | Maurice Creek     | Valentijn Lietmeijer | 18-17 |
| 20141 | Den Helder | Arvin Slagter     | Kees Akerboom jr.    |       |
| 2013  | Den Helder | Andre Young       | Arvin Slagter        | 17-14 |
| 2012  | Zwolle     | Terry Sas         | Damon Huffmann       | 16-13 |
| 2011  | Zwolle     | Ramon Siljade     | Jessey Voorn         | 16-13 |
| 2010  | Amsterdam  | Rod Earls         | Kees Akerboom jr.    | 19-18 |
| 2009  | Amsterdam  | Kees Akerboom jr. | Arvin Slagter        | 18-13 |

1 In 2014 werd er ook een contest voor vrouwen gehouden, deze werd gewonnen door Loyce Bettonvil van het DWBL team Lekdetec.nl.